# 圣让夫兰
圣让夫兰（法語：Saint-Jeanvrin，法語發音：[sɛ̃ ʒɑ̃vʁɛ̃]）是法国谢尔省的一个市镇，位于该省西南部，属于圣阿芒蒙龙区。

## 地理
圣让夫兰（46°35'44"N, 2°14'2"E）面积17.53 平方千米，位于法国中央-卢瓦尔河谷大区谢尔省，该省份为法国中部省份，北起卢瓦雷省，西接卢瓦-谢尔省和安德尔省，南至克勒兹省，东南接阿列省，东临涅夫勒省。
与圣让夫兰接壤的市镇（或旧市镇、城区）包括：贝德、沙托梅扬、勒沙特莱、圣莫尔。

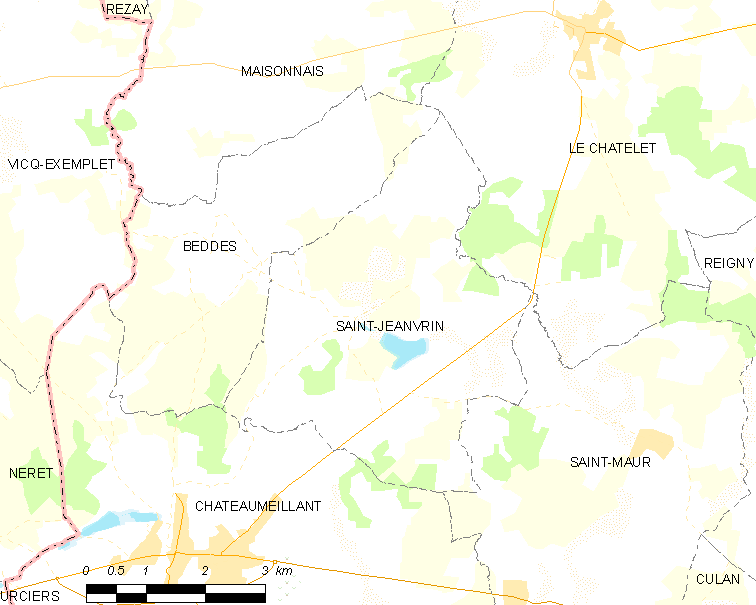
圣让夫兰的OSM定位图

圣让夫兰的时区为UTC+01:00、UTC+02:00（夏令时）。

## 行政
圣让夫兰的邮政编码为18370，INSEE市镇编码为18217。

## 政治
圣让夫兰所属的省级选区为沙托梅扬县。

## 人口

1962-2008年间圣让夫兰人口变化图示

圣让夫兰于2022年1月1日时的人口数量为166人。